# Mats Blomgren
Sven Mats Anders Blomgren, född 12 april 1960 i Vänersborg, är en svensk skådespelare.

## Biografi
Blomgren studerade vid Statens scenskola i Göteborg. Han har efter studierna varit engagerad vid Angereds Teater, Backa Teater, Teater Bhopa, Dramaten och Göteborgs stadsteater.
På Guldbaggegalan 2016 vann han priset Bästa manliga biroll för sin insats i långfilmen Efterskalv.

## Filmografi i urval
- 1997 – Tigerhjärta
- 1998 – Rederiet (TV-serie gästroll)
- 1998 – Den 8:e sången
- 1999 – Hem till byn (TV-serie gästroll)
- 1999 – Noll tolerans
- 2000 – Tillsammans
- 2001 – Sug
- 2001 – Hem ljuva hem
- 2001 – Kommissarie Winter
- 2001 – Familjehemligheter
- 2002 – Familjen (TV-serie)
- 2003 – Solisterna (TV-serie)
- 2005 – Lasermannen
- 2005 – Saltön (även 2007)
- 2006 – Poliser
- 2006 – Keillers park
- 2006 – Offside
- 2007 – Upp till kamp
- 2008 – Patrik 1,5
- 2008 – Chaque minute
- 2009 – Wallander – Dödsängeln
- 2009 – Livet i Fagervik
- 2009 – Flickan
- 2010 – Kommissarie Winter (TV-serie)
- 2011 – Kommissarien och havet (TV-serie)
- 2011 – Någon annanstans i Sverige
- 2011 – Arne Dahl: Misterioso (TV-serie)
- 2012 – Arne Dahl: Europa Blues (TV-serie)
- 2012 – Arne Dahl: Ont blod (TV-serie)
- 2012 – Arne Dahl: De största vatten (TV-serie)
- 2012 – Arne Dahl: Upp till toppen av berget (TV-serie)
- 2012 – Studio Sex
- 2012 – Call Girl
- 2013 – Bron (TV-serie)
- 2013 – Inte flera mord
- 2014 – Vännerna
- 2014 – Miraklet i Viskan
- 2015 – Efterskalv
- 2015 – Flocken
- 2017 – Torpederna (TV-serie)
- 2017 – Fröken Frimans krig (TV-serie)
- 2018 – Springfloden (TV-serie)
- 2019 – Allt jag inte minns (TV-serie)
- 2019 – Fartblinda (TV-serie)
- 2020 – Sommaren 85 (TV-serie)

## Teater

### Roller
| År   | Roll          | Produktion                                                                          | Regi                           | Teater                   |
| ---- | ------------- | ----------------------------------------------------------------------------------- | ------------------------------ | ------------------------ |
| 1991 |               | Den perfekta kyssen Staffan Göthe                                                   | Åsa Melldahl                   | Angereds teater          |
| 1997 | Frank Lubey   | Alla mina söner (All my sons) Arthur Miller                                         | Björn Melander                 | Dramaten                 |
| 1999 |               | Horisonten är här Mats Kjelbye                                                      | Alexander Öberg Malin Stenberg | Teater Bhopa             |
| 2001 |               | Den svagare Mattias Andersson                                                       | Mattias Andersson              | Backa teater             |
| 2002 |               | Hatten är din Mats Kjelbye                                                          | Alexander Öberg                | Backa teater             |
| 2003 | Herr Schultz  | Cabaret John Kander, Fred Ebb och Joe Masteroff                                     | Alexander Öberg                | Backa teater             |
| 2007 |               | Lilla livet Sofia Fredén                                                            | Alexander Öberg                | Göteborgs stadsteater    |
| 2008 | Don Alejandro | Zorro Erik Norberg                                                                  | Alexander Öberg                | Uppsala stadsteater      |
| 2012 |               | Affären Danton (Sprawa Dantona) Stanislawa Przybyszewska                            | Andrés Lima                    | Göteborgs stadsteater    |
| 2021 | Max           | Sound of Music Richard Rodgers, Oscar Hammerstein, Howard Lindsay och Russel Crouse | Ronny Danielsson               | Kulturhuset Stadsteatern |

### Fotnoter
1. ↑  ”Mats Blomgren”. http://sfi.se/sv/svensk-filmdatabas/Item/?type=PERSON&itemid=246822&ref=%2ftemplates%2fSwedishFilmSearchResult.aspx%3fid%3d1225%26epslanguage%3dsv%26searchword%3dMats+Blomgren%26type%3dPerson%26match%3dBegin%26page%3d1%26prom%3dFalse. Läst 17 oktober 2012.
2. ↑  ”ttela.se - ”Drömmen vore en ny Gudfadern””. 12 april 2010. http://www.ttela.se/familj/dr%C3%B6mmen-vore-en-ny-gudfadern-1.2933041. Läst 21 oktober 2016.
3. ↑  ”Filmsamtal: Mats Blomgren”. Arkiverad från originalet den 22 oktober 2016. https://web.archive.org/web/20161022022911/http://www.fhp.nu/Roy/Kalendarium/Festival-scen-samtal/FILMSAMTAL-MATS-BLOMGREN/. Läst 21 oktober 2016.
4. ↑  Svenska filminstitutet. ”Årets guldbaggenomineringar”. Pressmeddelande.  Läst 5 januari 2016.
5. ↑  Mikael Löfgren (21 oktober 1991). ”Djärv kyss som kostar: Göthes folkhem blir rymningssäkert akvarium i Angered”. Dagens Nyheter:  s. B6. https://arkivet.dn.se/tidning/1991-10-21/287/22. Läst 4 mars 2022.
6. ↑  Mikael Löfgren (23 oktober 1999). ”Teater: Smittande men farligt. Teater Bhopa på lätt resa genom den kubanska historien.”. Dagens Nyheter. https://www.dn.se/arkiv/kultur/teater-smittande-men-farligt-teater-bhopa-pa-latt-resa-genom-den-kubanska-historien/. Läst 6 december 2021.
7. ↑  ”Hatten är din”. Backa teater. Arkiverad från originalet den 23 februari 2018. https://web.archive.org/web/20180223051622/http://www.stadsteatern.goteborg.se/backa-teater/pa-scen/2000-2009/hatten-ar-din/. Läst 22 februari 2018.
8. ↑  ”Cabaret”. Backa teater. https://stadsteatern.goteborg.se/backa-teater/produktioner/2000-2009/cabaret/. Läst 5 december 2021.
9. ↑  Nils Schwartz (21 september 2008). ”Zorro / Uppsala stadsteater”. Expressen. https://www.expressen.se/kultur/scen/zorro--uppsala-stadsteater/. Läst 17 augusti 2024.